# Zapasy na Letnich Igrzyskach Olimpijskich 1980 – kategoria do 100 kg w stylu wolnym
Zmagania mężczyzn w wadze 100 kg to jedna z dziesięciu męskich konkurencji w zapasach w stylu klasycznym rozgrywanych podczas Letnich Igrzysk Olimpijskich 1980. Pojedynki w tej kategorii wagowej odbyły się w dniach 28 – 30 lipca.

## Klasyfikacja[2]
| Pozycja | Nazwisko               | Kraj           |
| ------- | ---------------------- | -------------- |
| 1       | Illa Mate              | ZSRR           |
| 2       | Sławczo Czerwenkow     | Bułgaria       |
| 3       | Július Strnisko        | Czechosłowacja |
| 4       | Harald Büttner         | NRD            |
| 5       | Tomasz Busse           | Polska         |
| 6       | Vasile Pușcașu         | Rumunia        |
| 7       | Bárbaro Morgan         | Kuba           |
| 8       | Chorloogijn Bajanmönch | Mongolia       |
| 9       | Antal Bodó             | Węgry          |
| .       | Ambroise Sarr          | Senegal        |
| 11      | Bourcard Binelli       | Kamerun        |
| .       | Santiago Morales       | Hiszpania      |
| .       | Saleh El-Said          | Syria          |
| .       | Satpal Singh           | Indie          |
| 15      | Frank Andersson        | Szwecja        |

## Zasady
Przyjęto zasadę punktów karnych, gdzie zdobycie sześciu punktów lub więcej eliminowało zawodnika z turnieju. Kolejność miejsc medalowych ustalona została w specjalnej rundzie finałowej, z udziałem trzech zawodników z najmniejszą liczbą takich punktów.
- TPP — Punkty karne razem
- MPP — Punkty karne pojedynku
- TF — Łopatki
- DQ — Dyskwalifikacja za pasywność
- DNA — Zawodnik nie przystąpił do walki
- IN — Kontuzja przeciwnika

## Punktacja
- 0 — Wygrana na łopatki, przewagę techinczną, pasywność, kontuzję
- 0.5 — Wygrana na punkty  (8-11 punktów różnicy)
- 1 — Wygrana na punkty  (1-7 punktów różnicy)
- 2 — Dyskwalifikacja za pasywność, zwycięzca również był pasywny
- 3 — Przegrana na punkty (1-7 punktów różnicy)
- 3.5 — Przegrana na punkty (8-11 punktów różnicy)
- 4 — Przegrana na łopatki, przewagę techiczną, pasywność, kontuzję

## Wyniki[3]

### Pierwsza runda
| TPP | MPP |                    | Wynik\|Czas |                        | MPP | TPP |
| --- | --- | ------------------ | ----------- | ---------------------- | --- | --- |
| 4   | 4   | Satpal Singh       | TF / 4:28   | Július Strnisko        | 0   | 0   |
| 4   | 4   | Saleh El-Said      | TF / 3:45   | Harald Büttner         | 0   | 0   |
| 0   | 0   | Vasile Pușcașu     | IN / 6:46   | Frank Andersson        | 4   | 4   |
| 0   | 0   | Bárbaro Morgan     | TF / 2:46   | Chorloogijn Bajanmönch | 4   | 4   |
| 0   | 0   | Illa Mate          | TF / 3:42   | Santiago Morales       | 4   | 4   |
| 4   | 4   | Bourcard Binelli   | TF / 1:22   | Ambroise Sarr          | 0   | 0   |
| 0   | 0   | Sławczo Czerwenkow | DQ / 6:42   | Antal Bodó             | 4   | 4   |
| 0   |     | Tomasz Busse       |             | Bez walki              |     |     |

### Druga runda
| TPP | MPP |                        | Wynik\|Czas |                    | MPP | TPP |
| --- | --- | ---------------------- | ----------- | ------------------ | --- | --- |
| 0   | 0   | Tomasz Busse           | 18 - 3      | Satpal Singh       | 4   | 8   |
| 0   | 0   | Július Strnisko        | TF / 0:48   | Saleh El-Said      | 4   | 8   |
| 1   | 1   | Harald Büttner         | 6 - 5       | Vasile Pușcașu     | 3   | 3   |
| 4   | 4   | Bárbaro Morgan         | DQ / 7:02   | Illa Mate          | 0   | 0   |
| 4   | 0   | Chorloogijn Bajanmönch | TF / 2:42   | Santiago Morales   | 4   | 8   |
| 8   | 4   | Bourcard Bineli        | TF / 1:14   | Sławczo Czerwenkow | 0   | 0   |
| 4   | 4   | Ambroise Sarr          | DQ / 5:11   | Antal Bodó         | 0   | 4   |
| 4   |     | Frank Andersson        |             | DNA                |     |     |

### Trzecia runda
| TPP | MPP |                | Wynik\|Czas |                        | MPP | TPP |
| --- | --- | -------------- | ----------- | ---------------------- | --- | --- |
| 1   | 1   | Tomasz Busse   | 10 - 6      | Július Strnisko        | 3   | 3   |
| 1.5 | 0.5 | Harald Büttner | 11 - 3      | Bárbaro Morgan         | 3.5 | 7.5 |
| 3   | 0   | Vasile Pușcașu | TF / 2:26   | Chorloogijn Bajanmönch | 4   | 8   |
| 0   | 0   | Illa Mate      | TF / 1:41   | Antal Bodó             | 4   | 8   |
| 8   | 4   | Ambroise Sarr  | TF / 1:08   | Sławczo Czerwenkow     | 0   | 0   |

### Czwarta runda
| TPP | MPP |                 | Wynik\|Czas |                    | MPP | TPP |
| --- | --- | --------------- | ----------- | ------------------ | --- | --- |
| 4   | 3   | Tomasz Busse    | 4 - 4       | Harald Büttner     | 1   | 2.5 |
| 4   | 1   | Július Strnisko | 8 - 7       | Vasile Pușcașu     | 3   | 6   |
| 1   | 1   | Illa Mate       | 6 - 4       | Sławczo Czerwenkow | 3   | 3   |

### Piąta runda
| TPP | MPP |                    | Wynik\|Czas |                | MPP | TPP |
| --- | --- | ------------------ | ----------- | -------------- | --- | --- |
| 7   | 3   | Tomasz Busse       | 2 - 9       | Illa Mate      | 1   | 2   |
| 4   | 0   | Július Strnisko    | DQ / 8:21   | Harald Büttner | 4   | 6.5 |
| 3   |     | Sławczo Czerwenkow |             | Bez walki      |     |     |

### Runda finałowa
Zaliczone pojedynki z wcześniejszych rund
| TPP | MPP |                    | Wynik\|Czas |                    | MPP | TPP |
| --- | --- | ------------------ | ----------- | ------------------ | --- | --- |
|     | 1   | Illa Mate          | 6 - 4       | Sławczo Czerwenkow | 3   |     |
| 3.5 | 0.5 | Sławczo Czerwenkow | 11 - 3      | Július Strnisko    | 3.5 |     |
| 1   | 0   | Illa Mate          | 15 - 3      | Július Strnisko    | 4   | 7.5 |